# Брестница (Ловечская область)
Брестница (болг. Брестница) — село в Болгарии. Находится в Ловечской области, входит в общину Ябланица. Население составляет 1 025 человек.